# محاولة انقلاب 2006 في تشاد
المحاولة الانقلابية التشادية في 14 مارس 2006 هي محاولة انقلاب عسكري فاشلة ضد الرئيس التشادي إدريس ديبي إتنو.

## تفاصيل محاولة الانقلاب
شارك في الانقلاب أعضاء من الجيش التشادي بقيادة الأخوين توم وتيمان إرديمي وضابطين رفيعي المستوى كانا قد حاولا الإطاحة بديبي في انقلاب 2004 والجنرال السابق سيبي أجويد. وقال وزير الاتصال والثقافة، المتحدث باسم الحكومة، حورمادجي موسى دومنغور، إنه تم القبض على الأخوين إرديمي، فيما فرّ جنود آخرون من المتمردين. وصرح وزير الأمن روتوانج يوما غولوم للصحافيين أن «هناك حوالي 100 عنصر من الجيش متورطون في هذا الانقلاب تم اعتقالهم وسيتم تقديمهم للمحاكمة... الوضع تحت السيطرة تماما وعاد الهدوء.»
كانت طائرة ديبي تقلع من مدينة باتا في غينيا الاستوائية، حيث كان يحضر قمة الجماعة الاقتصادية والنقدية لوسط أفريقيا مع زعماء آخرين من وسط إفريقيا، وكان متجهًا إلى نجامينا بتشاد.
وبحسب دومنغور، فرّ جنود المتمردين في سبع سيارات بعد أن أحبط جنود موالون للرئيس محاولتهم. تم إيقاف مركبتين، وهربت المركبات المتبقية إلى الجزء الشرقي من البلاد أثناء ملاحقتها من قبل القوات التشادية. ذكر دومنغور أيضًا أن أولئك الذين نظّموا الانقلاب كانوا عسكريين أو مسؤولين حكوميين مدنيين سابقين يعيشون في بوركينا فاسو والكاميرون والسودان والولايات المتحدة.
كانت هناك تقارير أيضًا أنه في 14 مارس و15 مارس تم إغلاق شبكتي الهاتف المحمول في نجامينا. عادة ما تتدخل الحكومة في الاتصالات أثناء العمليات الأمنية. قال المتمردون التشاديون إنهم سيحاولون عرقلة الانتخابات الرئاسية 2006. ورد دومغور قائلاً إن الانتخابات لن تؤجل.

## ردود الفعل
قال المتحدث باسم وزارة الخارجية الفرنسية جان بابتيست ماتي إن الفرنسيين «يتابعون الموقف بقلق كبير بالنظر إلى أن تشاد تمر بحالة صعبة بسبب أزمة دارفور».
وقال يايا ديلو دجيرو، عضو "منصة التغيير والوحدة والديمقراطية"، وهي مجموعة فرعية من اتحاد القوى من أجل الديمقراطية والتنمية، إن اتحاد القوى من أجل الديمقراطية حاول "إخراج الرئيس من نجامينا، لكن خطتنا أعلنها بعض العملاء السريين ثم قام شعبنا بذلك" لإلغاء الخطة والخروج من المدينة ".
وقال سليمان بلدو، مدير برنامج إفريقيا في مجموعة الأزمات الدولية، إن «الجماعات المسلحة المصممة على الإطاحة به لا تريده أن يخوض الانتخابات».
أصدر الاتحاد الأفريقي بيانا قال فيه: «أدان رئيس مفوضية الاتحاد الأفريقي بشدة محاولة الانقلاب التي وقعت في نجامينا بتشاد. امتثالا لقرار الجزائر الصادر في يوليو 1999، وإعلان لومي الصادر في يوليو 2000 بشأن التغييرات الحكومية بوسائل غير دستورية، كرّر رئيس المفوضية معارضة الاتحاد الأفريقي لتولي السلطة بوسائل عنيفة. وقد بدأ رئيس المفوضية مناشدة الساسة التشاديين لاستخدام الحوار لحل خلافاتهم وتعزيز العملية الديمقراطية في بلادهم».